# Rob Letterman
Robert Thomas "Rob" Letterman (Honolulu; 31 de octubre de 1970) es un director de cine y guionista estadounidense. Es más conocido por dirigir las películas Monsters vs. Aliens, Shark Tale, Goosebumps y Pokémon: Detective Pikachu. 

## Primeros años
Letterman nació en Hawái y cursó estudios en el Instituto Mid-Pacific y en la Universidad del Sur de California. En la actualidad tiene una relación sentimental con Beth Pontrelli y tiene dos hijos, Jack y Eva Letterman.

## Carrera
Es reconocido por dirigir la película Monsters vs. Aliens (2009) y por ser uno de los directores de Shark Tale (2004); recibió una nominación a los Premios Annie por su participación en esta última.
Antes de iniciar su colaboración con DreamWorks Animation, dirigió el cortometraje Los Gringos, el cual fue estrenado en el Festival de Cine de Sundance en el año 2000.
En 2010 dirigió la película cómica Gulliver's Travels, protagonizada por Jack Black. Cinco años después colaboró nuevamente con Black en la película Goosebumps. En 2019 dirigió la película de fantasía Pokémon: Detective Pikachu.

## Filmografía
| Año  | Título                     | Director | Escritor | Notas                            |
| ---- | -------------------------- | -------- | -------- | -------------------------------- |
| 1999 | Los Gringos                | Sí       | Sí       | Cortometraje                     |
| 2004 | Shark Tale                 | Sí       | Sí       | Con Vicky Jenson y Bibo Bergeron |
| 2009 | Monsters vs. Aliens        | Sí       | Sí       | Con Conrad Vernon                |
| 2010 | Gulliver's Travels         | Sí       | No       |                                  |
| 2015 | Goosebumps                 | Sí       | No       |                                  |
| 2019 | Pokémon: Detective Pikachu | Sí       | Sí       |                                  |

### Otros créditos
| Año  | Título                                   | Papel               |
| ---- | ---------------------------------------- | ------------------- |
| 1999 | Lake Placid                              | Supervisor de color |
| 2001 | Shrek                                    | Preproducción       |
| 2009 | Monsters vs. Aliens                      | Voz                 |
| 2017 | Captain Underpants: The First Epic Movie | Productor ejecutivo |